# Corpo d’armata d’assalto
Das Corpo d’armata d’assalto (deutsch Sturmkorps) war ein Spezialkorps des italienischen Heeres im Ersten Weltkrieg.

## Geschichte
Das Sturmkorps bildete den Abschluss der organisatorischen Entwicklung der italienischen Arditi-Sturmtruppen im Ersten Weltkrieg. Nachdem man Sturmverbände auf Bataillonsebene den Armeen und Korps zur besonderen Verwendung zugeteilt hatte, plante man eine teilweise Zusammenfassung zu Großverbänden. Eine erste Sturmdivision wurde am 10. Juni 1918 aufgestellt, die in der zweiten Piaveschlacht meist in Reserve blieb. Am 25. Juni 1918, unmittelbar nach dem Ende der Schlacht, entstand dann die 2. Sturmdivision, die mit der 1. im neuen Sturmkorps unter General Francesco Saverio Grazioli zusammengefasst wurde.
Die beiden Divisionen bestanden zunächst jeweils aus drei regimentsstarken Kampfgruppen mit jeweils drei bataillonsäquivalenten Sturmverbänden, hinzu kam ein Bersaglieri-Bataillon, eine Kavallerie-Eskadron, eine Gebirgsartillerie-Abteilung, ein Pionierbataillon und eine Fernmeldekompanie. Auf weitere Divisionstruppen und auf Korpstruppen verzichtete man wegen des besonderen Kampfauftrags. Bei Bedarf sollten die übergeordneten Armeekommandos für die jeweils notwendige Unterstützung sorgen.
Für die Aufstellung der beiden Divisionen mussten Armeen und Armeekorps also zunächst insgesamt 18 Sturmbataillone abgeben, die dort umgehend durch Neuaufstellungen ersetzt wurden. Kurz nach der Aufstellung wurden in den beiden Divisionen jeweils drei von neun Sturmbataillonen durch Bersaglieri-Bataillone ersetzt. Damit hatten die jeweils drei Kampfgruppen der beiden Divisionen jeweils zwei Sturmbataillone und ein Bersaglieri-Bataillon.
Das Sturmkorps gehörte Ende Oktober 1918 in der Schlacht von Vittorio Veneto zur 8. Armee im zentralen Angriffsabschnitt am Montello, es wurde jedoch nicht geschlossen eingesetzt. Nach erheblichen Problemen bei der Überwindung des Piave war es vor allem der 1. Sturmdivision zu verdanken, dass der Brückenkopf bei Sernaglia geschaffen, dann gegen Angriffe gehalten und schließlich nach Norden durchgebrochen werden konnte. Östlich des Montello, bei Ponte della Priula, gelang dem VIII. Korps und der 2. Sturmdivision der Übergang erst, nachdem das XVIII. Korps der 8. Armee südlich die Brücken der 10. Armee überquert und dann in nordwestlicher Richtung das östliche Piaveufer freigekämpft hatte. Die 2. Sturmdivision konnte dann mit anderen Verbänden in Richtung Susegana und Conegliano vorstoßen. Da zu diesem Zeitpunkt dem Stab des Sturmkorps keine Verbände unterstellt waren, übernahm General Grazioli das vor Ponte della Priula in Schwierigkeiten steckende VIII. Korps.
Nach dem Krieg wurden die italienischen Sturmtruppen und alle ihre Verbände und Einheiten bis Ende 1920 ausnahmslos aufgelöst, weil deren Soldaten wegen ihrer radikalen Einstellung nicht mehr in das Friedensgefüge des Heeres passten. Viele von ihnen kamen auch im Zivilleben nicht mehr zurecht.
Die Auflösung des Sturmkorps und der 2. Sturmdivision erfolgte zwischen Januar und Februar 1919. Die 1. Division schickte man im März 1919 für etwas über ein Jahr nach Libyen. Kleinere Verbände wurden in Italien vorübergehend zur Aufrechterhaltung der öffentlichen Ordnung eingesetzt.